# Gloeoporus cystidiatus
Gloeoporus cystidiatus är en svampart som beskrevs av Ryvarden 1987. Gloeoporus cystidiatus ingår i släktet Gloeoporus och familjen Meruliaceae.   Inga underarter finns listade i Catalogue of Life.